# Oliver Sørensen
Pour les articles homonymes, voir Sørensen.
Oliver Sørensen, né le 10 mars 2002 à Nørre Aaby (en) au Danemark, est un footballeur danois qui évolue au poste de milieu central au Parme Calcio.

## Biographie

### En club
Né à Nørre Aaby (en) au Danemark, Oliver Sørensen commence le football à l'OKS, club basé à Odense avant d'être formé par le FC Midtjylland, où il évolue dans les équipes de jeunes à partir des U13. Avec les moins de 19 ans du club, dont il porte le brassard de capitaine, Sørensen est champion du Danemark de la catégorie à deux reprises, en 2018 et en 2019. Le 4 juin 2019 il signe son premier contrat professionnel, à 17 ans, le liant au club jusqu'en juin 2022. 
En juin 2020 il prolonge à nouveau son contrat et il est annoncé qu'il intégrera l'équipe professionnel dès la saison suivante.
Le 28 juin 2020 Oliver Sørensen est finalement lancé dans le monde professionnel par son coach Brian Priske, il fait sa première apparition en professionnel en entrant en jeu lors d'un match de championnat important face au FC Copenhague. Le FC Midtjylland s'impose sur le score de deux buts à un ce jour-là,.
Il remporte son premier titre en étant sacré Champion du Danemark en 2019-2020.
En janvier 2021, Sørensen est prêté jusqu'à la fin de la saison au FC Fredericia afin de gagner en expérience.
Le 31 mars 2022, Oliver Sørensen est prêté jusqu'à la fin de l'année au club norvégien de Ham-Kam. Son prêt est résilié en juin 2022 afin qu'il puisse intégrer l'équipe du FC Midtjylland en vue de la préparation de la saison suivante.
Sørensen est élu joueur du mois d'octobre 2023 dans le championnat danois. Le milieu de terrain de Midtjylland ayant marqué trois buts et délivré une passe décisive durant cette période devance notamment Mathias Kvistgaarden et Marko Divković.
Le 13 août 2025, Oliver Sørensen rejoint l'Italie afin de signer en faveur du Parme Calcio pour un contrat de cinq ans, soit jusqu'en juin 2030.

### En sélection
De 2018 à 2019, Oliver Sørensen représente l'équipe du Danemark des moins de 17 ans. Avec cette sélection il joue onze matchs, et marque un but face à la Suède le 9 août 2018 (victoire 2-1 du Danemark) et un autre contre la Russie le 30 octobre de la même année (1-0 pour les jeunes danois).
Oliver Sørensen joue son premier match avec l'équipe du Danemark espoirs le 17 novembre 2022, lors d'un match amical face à la Suède. Il entre en jeu et les deux équipes se neutralisent ce jour-là (2-2 score final),.

## Vie personnelle
Oliver Sørensen est fan du FC Midtjylland mais également du Fulham FC et apprécie particulièrement un ancien joueur du club londonien, Mousa Dembélé.

## Palmarès
FC Midtjylland
- Championnat du Danemark (1) :
  - Champion : 2019-20.
- Coupe du Danemark (1) :
  - Vainqueur en 2022.